# Ngultrum del Bhutan
Lo ngultrum è la valuta ufficiale del Bhutan, il cui codice ISO 4217 è BTN. È diviso in 100 chhetrum (chiamati chetrums sulle monete fino al 1979) e in dzongkha viene scritto come དངུལ་ཀྲམ.

## Storia
Lo ngultrum è stato introdotto nel 1974 sostituendo alla pari rupia. Lo ngultrum è agganciato alla rupia indiana con un rapporto di 1 a 1.
Negli anni sessanta l'India ebbe un ruolo-chiave nello sviluppo dell'economia bhutanese. Quando venne introdotto, lo ngultrum conservò la parità con la rupia indiana che era già stata della rupia bhutanese. Lo ngultrum può essere scambiato soltanto con la rupia indiana e non con altre valute.

## Monete
Nel 1974 sono state coniate in alluminio monete da 5 e 10 chetrum, in bronzalluminio quella da 20 chetrum ed in cupronichel quelle da 25 chetrum e da 1 ngultrum. La moneta da 5 chetrum era quadrata e quella da 10 aveva un bordo ondulato.
Una nuova monetazione è stata introdotta nel 1979 ed è costituita da monete in bronzo da 5 e 10 chhertum, ed un cupronichel da 25 e 50 chhertum e da 1 ngultrum. Nel 1979 è stata immessa la moneta da 25 chhertum in bronzalluminio. Le monete da 5 e 10 chhertum sono fuori dalla circolazione da parecchi anni.

## Banconote
Nel 1974 sono state introdotte, da parte del Governo Reale, banconote da 1, 5 e 10 ngultrum, nel 1978 da 100 e nel 1981 da 2, 20 e 50 ngultrum. La Royal Monetary Authority ha preso il controllo delle emissioni delle banconote nel 1986. Nel 2006 l'autorità monetaria ha introdotto una nuova serie di banconote che include quella da 500 ngultrum. Nel 2008 viene infine emessa per la prima volta la banconota da 1000 ngultrum.
Le banconote, in 8 tagli, hanno valore compreso tra 1 e 1000 Nu. e raffigurano in larga parte simboli legati alla tradizione buddhista tibetana e ai sovrani bhutanesi.
| Serie precedente | Serie precedente | Serie precedente  | Serie precedente                                                                                           | Serie precedente                                                           | Serie precedente                                         |
| Valore           | Dimensioni       | Colore principale | Descrizione                                                                                                | Descrizione                                                                | Descrizione                                              |
| Valore           | Dimensioni       | Colore principale | Fronte | Retro                                                                      | Filigrana                                                |
| ---------------- | ---------------- | ----------------- | --- | -------------------------------------------------------------------------- | -------------------------------------------------------- |
| Nu.5             | 130 × 62 mm      | Arancione         | Stemma del governo, due uccelli mitici Bja Tshering (l'uccello della lunga vita)                           | Paro Rinpung Dzong                                                         | "Royal Monetary Authority" sul bordo, in alto e in basso |
| Nu.10            | 140 × 70 mm      | Viola             | Stemma del governo, Dungkar (conchiglia, uno degli otto simboli fortunati), Jigme Singye Wangchuck         | Paro Rinpung Dzong                                                         | "Royal Monetary Authority" sul bordo, in alto e in basso |
| Nu.20            | 152 × 70 mm      | Giallo-Verde      | Stemma del governo, Khorlo (la ruota di Dharma, uno degli otto segni degli auspici), Jigme Dorji Wangchuck | Punakha Dzong                                                              | "Royal Monetary Authority" sul bordo, in alto e in basso |
| Nu.50            | 155 × 70 mm      | Rosa              | Stemma del governo, Khorlo (la ruota di Dharma, uno degli otto segni degli auspici), Jigme Dorji Wangchuck | Trongsa Dzong, due mitici uccelli Bja Tshering, l'uccello della lunga vita | "Royal Monetary Authority" sul bordo, in alto e in basso |
| Nu.100           | 161 × 70 mm      | Verde             | Norbu Rimpochhe (uno delle sette gemme fortunate), Jigme Singye Wangchuck                                  | Tashichho Dzong                                                            | Crossed Dorji (Dorji jardrum)                            |
| Nu.500           | 160 × 70 mm      | Rosso             | Norbu Rimpochhe circondato da due Dragoni (uno delle sette gemme fortunate), Ugyen Wangchuck               | Punakha Dzong                                                              | Crossed Dorji (Dorji jardrum)                            |
| Nu.1000          | 170 x 71 mm      | Giallo            | Re Jigme Khesar Namgyel Wangchuk                                                                           | Tashichho Dzong                                                            |                                                          |